# Можжевельник Пинчота
Можжеве́льник Пинчота (лат. Juniperus pinchotii) — вид растений рода Можжевельник, семейства Кипарисовые.

## Распространение
Встречается в юго-западной части Северной Америки, в США произрастает в Аризоне, в южной части Нью-Мексико, в центральном Техасе и в некоторых районах Мексики. В естественных условиях растёт на высоте 600—2100 м над уровнем моря.

## Описание
Вечнозеленое хвойное дерево, иногда принимает форму небольшого кустарника, как правило, двудомное. Вырастает высотой в 1-6 м. Шишкоягоды диаметром 5-10 мм, яйцевидный. Хвоя зелёная. Древесина дерева устойчива против гниения. В посадках весьма декоративен.